# NGC 5159
NGC 5159 (również PGC 47235 lub UGC 8460) – galaktyka spiralna (Scd), znajdująca się w gwiazdozbiorze Panny. Odkrył ją Albert Marth 30 kwietnia 1864 roku.